# Мирко Ковачевић (професор)
Мирко Ковачевић  (Ниш, 1934) српски је универзитетски професор, научни радник, пројектант и конзерватор.

## Биографија
Његова породица је пореклом из Јасике.
Дипломирао је на Архитектонском факултету 1957. године.
Објавио је преко 40 научних радова и књига на тему српске средњовековне архитектуре, конзервације и рестаурације. Аутор је  21 музејске поставке и изложбе.
Ковачевић је остварио 86 градитељских пројеката предоминантно на обнови српског градитељског наслеђа.
Ковачевић је сакупљао документацију о Хиландару током четири деценије. Његова архива и неколико хиљада направљених фотографија коришћено је за обнову Хиландара након великог пожара.

## Награде
- Златна плакета Шест векова Крушевца, за допринос прослави шест векова постојања града[1]
- Орден Светог Саве[3]
- Златна медаља за заслуге Републике Србије[2]
- Беловедска розета

## Пројекти
Истраживање, пројектовање или конзерваторско-рестаураторски радови
- Лепенац код Бруса (1968−1972)
- Нова Павлица код Рашке (1982−1989)
- Хиландар (1971−2012)
- Грачаница (1987−1989)
- Ђердап
- Каково (Арсеница, 1992)
- Свети Арханђели код Призрена (1993)
- Руденица код Александровца (1994−1995)
- Добрићево код Требиња (1995)
- Сопотница код Горажда (1995)
- Дренча код Александровца (2002−2007)
- Милентија код Бруса (2006−2012)
- Стари Бар (1961; 1985−1987)
- Стари Крушевац - Лазарев град (1963−1971)
- Рибница - Немањин град (1965)
- Улцињ - стари град (1965−1975; 1979−1987)
- Милешевац код Пријепоља (1974−1978)
- Котор (1980−1984)
- Будва - стари град (1980−1988)
- Обнова Београда
- Свач (1988)

## Дела
- Манастир Хиландар – конаци и утврђења, коаутор са академиком Војиславом Кораћом